# Faro de Blackwell Island
El faro de Blackwell Island (en inglés: Blackwell Island Light) es un faro histórico ubicado en Nueva York, Nueva York.  Faro de Blackwell Island se encuentra inscrito  en el Registro Nacional de Lugares Históricos desde el 16 de marzo de 1972.  

## Ubicación
El Faro de Blackwell Island se encuentra dentro del condado de Nueva York en las coordenadas 40°46′22″N 73°56′26″O / 40.772778, -73.940556.